# Diferència de temps interaural

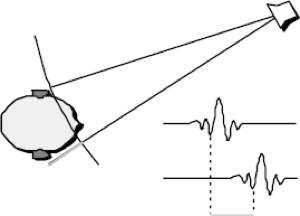
Representació gràfica del ITD.

La diferència de temps interaural (amb acrònim anglès ITD) quan es refereix a humans o animals, és la diferència en el temps d'arribada d'un so entre dues orelles. És important en la localització dels sons, ja que proporciona una indicació de la direcció o l'angle de la font sonora des del cap. Si un senyal arriba al cap des d'un costat, el senyal ha de viatjar més per arribar a l'orella llunyana que l'oïda propera. Aquesta diferència de longitud del camí dona lloc a una diferència de temps entre les arribades del so a les orelles, que es detecta i ajuda al procés d'identificació de la direcció de la font del so.
Quan es produeix un senyal en el pla horitzontal, el seu angle en relació amb el cap s'anomena azimut, amb un azimut de 0 graus (0°) directament davant de l'oient, 90° cap a la dreta i 180°. directament darrere.

Diferència de temps interaural (ITD) entre l'orella esquerra (superior) i la dreta (inferior). (font de so: 100 ms de soroll blanc des de 90° d'azimut, 0° d'elevació).

Diferents mètodes per mesurar les ITD:
- Per a un estímul brusc com un clic, es mesuren les ITD d'inici. Un ITD d'inici és la diferència de temps entre l'inici del senyal que arriba a dues orelles.
- Es pot mesurar una ITD transitòria quan s'utilitza un estímul de soroll aleatori i es calcula com la diferència de temps entre un pic determinat de l'estímul de soroll que arriba a les orelles.
- Si l'estímul utilitzat no és brusc sinó periòdic, es mesuren les ITD en curs. Aquí és on les formes d'ona que arriben a les dues orelles es poden desplaçar en el temps fins que coincideixen perfectament i la mida d'aquest canvi es registra com a ITD. Aquest canvi es coneix com a diferència de fase interaural (IPD) i es pot utilitzar per mesurar les ITD d'entrades periòdiques com ara tons purs i estímuls modulats en amplitud. Un IPD d'estímul modulat en amplitud es pot avaluar observant l'embolcall de la forma d'ona o l'estructura fina de la forma d'ona.[3]